# Haindorf (Nabburg)
Haindorf ist ein Ortsteil der Stadt  Nabburg im Oberpfälzer Landkreis Schwandorf (Bayern).

## Geografie
Haindorf liegt auf dem Westufer der Naab zu beiden Seiten der Bahnstrecke Regensburg–Weiden etwa 3 Kilometer östlich der Bundesautobahn 6, 1,3 Kilometer westlich der Bundesautobahn 93 und ungefähr 1,5 Kilometer nördlich von Nabburg. Gegenüber von Haindorf am Ostufer der Naab liegt Perschen. Durch Haindorf führt der Naabtal-Radweg.

## Geschichte
Funde aus der Mittel- und Jungsteinzeit, der Latènezeit und der Urnenfelderkultur in der Umgebung von Haindorf beweisen, dass das mittlere Naabtal schon in vorgeschichtlicher Zeit besiedelt war.
Die Muracher zu Guteneck gelten als die ersten urkundlich erwähnten Besitzer von Haindorf. In Verkaufsurkunden aus den Jahren 1344 und 1346 nannten sich Heinrich und Albrecht von Murach zu Haindorf. Haindorf (auch: Heindorff) wurde 1379 in der Urkunde, die die Grenzen des städtischen Zuständigkeitsbereiches von Nabburg festlegte, erwähnt.
Im Türkensteueranlagsbuch von 1606 waren für Haindorf 2 Höfe, 1 Pferd, 2 Fohlen, 4 Ochsen, 9 Kühe, 9 Rinder, 1 Schwein, 6 Frischlinge, 55 Schafe und eine Steuer von 11 Gulden und 12 Kreuzer eingetragen. Im Steuerbuch von 1630 wurden als zum frei-eigenen Landsassengut Neusath gehörig in Haindorf 3 Höfe, 2 Güter, 1 Haus, 1 Hüter, 10 Ochsen, 13 Kühe, 17 Rinder, 5 Kälber, 2 Schweine, 8 Frischlinge, 8 Schafe, 4 Lämmer und eine Steuer von 12 Gulden 37 ½ Kreuzer verzeichnet.
Im Herdstättenbuch von 1721 erschien Haindorf mit 2 Anwesen, 2 Häusern und 2 Feuerstätten und zusätzlich zu Neusath gehörig 6 Anwesen, 7 Häuser, 7 Feuerstätten. Im Herdstättenbuch von 1762 erschien Haindorf mit 2 Herdstätten, 1 Inwohner und zusätzlich zu Neusath gehörig 7 Herdstätten, kein Inwohner, 1 Herdstätte im Hirtenhaus, und  1 Inwohner. 1792 hatte Haindorf 2 hausgesessene Amtsuntertanen. 1808 gab es in Haindorf 2 Anwesen, die zur Stadtkammer Nabburg grundbar waren. Außerdem gab es 7 Anwesen und ein Hirtenhaus, die zur Gutsherrschaft Neusath gehörten.
1808 begann in Folge des Organischen Ediktes des Innenministers Maximilian von Montgelas in Bayern die Bildung von Gemeinden. Dabei wurde das Landgericht Nabburg zunächst in landgerichtische Obmannschaften geteilt. Haindorf kam zur Obmannschaft Iffelsdorf. Zur Obmannschaft Iffelsdorf gehörten: Iffelsdorf, Untersteinbach, Haindorf, Obersteinbach, Fraunberg, Ragenhof, Friedersdorf, Nessating, Döllnitz, Döllnitzmühle und Eixlberg.
Dann wurden 1811 in Bayern Steuerdistrikte gebildet. Dabei wurde Haindorf Steuerdistrikt. Der Steuerdistrikt Haindorf bestand aus den beiden Dörfern Haindorf und Obersteinbach, den Weilern Fraunberg und Ragenhof, dem Spitalholz der Stadt Nabburg, genannt die Hölle, und dem Schlosserhölzl. Er hatte 24 Häuser, 163 Seelen, 200 Morgen Äcker, 50 Morgen Wiesen, 55 Morgen Holz, 1 Weiher, 12 Morgen öde Gründe und Wege, 50 Ochsen, 20 Kühe, 50 Stück Jungvieh, 60 Schafe und 24 Schweine.
Schließlich wurde 1818 mit dem Zweiten Gemeindeedikt die übertriebene Zentralisierung weitgehend rückgängig gemacht und es wurden relativ selbstständige Landgemeinden mit eigenem Vermögen gebildet, über das sie frei verfügen konnten. Hierbei kam Haindorf zur Ruralgemeinde Neusath. Die Gemeinde Neusath bestand aus den Ortschaften Neusath mit 28 Familien, Haselhof mit 7 Familien, Richtmühle mit 1 Familie und Haindorf mit 10 Familien. Die Gemeinde Neusath wurde 1946 aufgelöst und die Ortschaften Neusath, Haindorf, Haselhof, Richtmühle wurden in die Gemeinde Diendorf eingegliedert. Die Gemeinde Diendorf blieb bis 1975 bestehen und wurde dann nach Nabburg eingegliedert.
Haindorf gehörte vom 18. bis zum 20. Jahrhundert zur Filialkirche Perschen der Pfarrei Nabburg, Dekanat Nabburg.

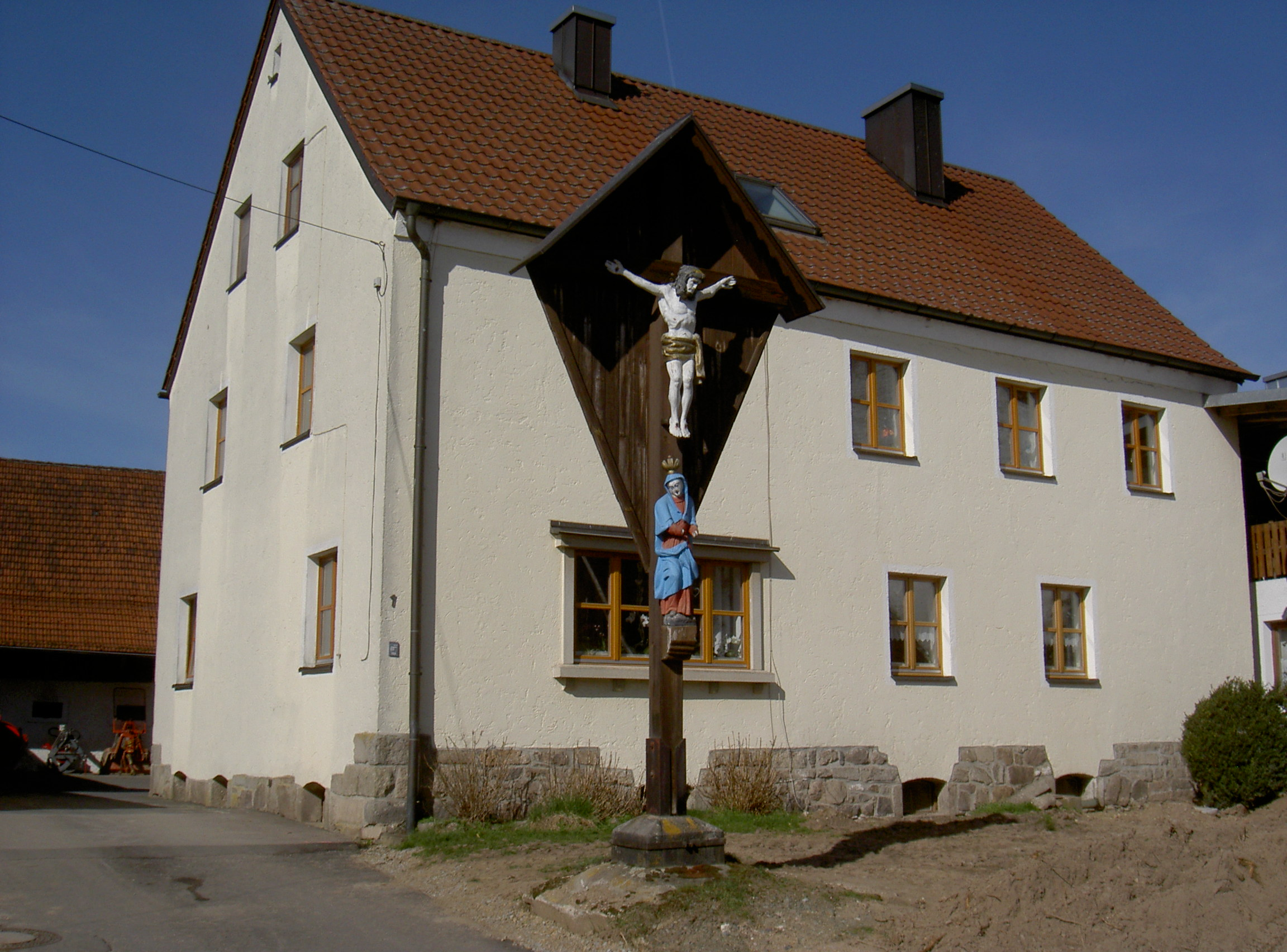
Naabtal-Radweg
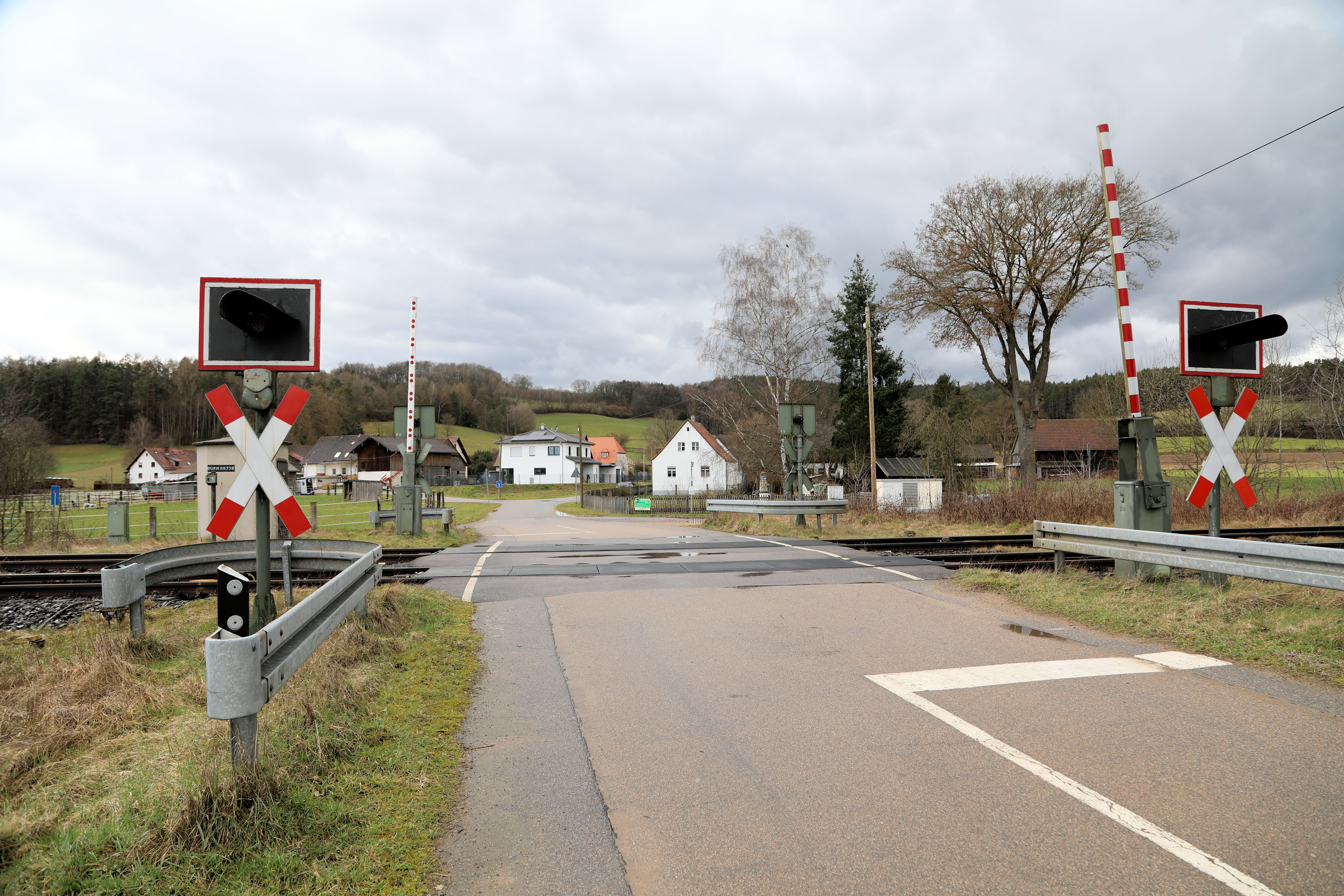
Bahnübergang (2023)
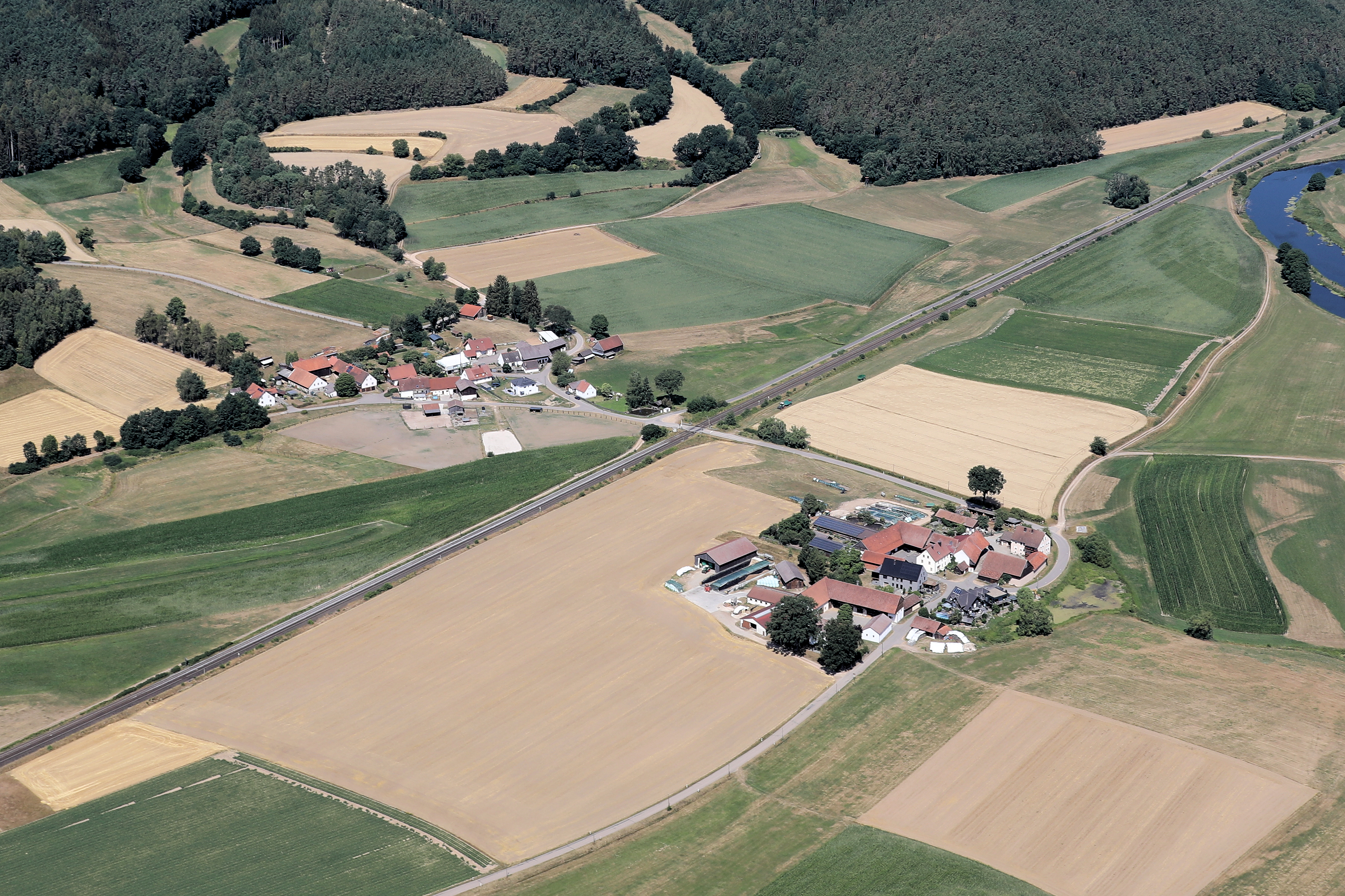
Haindorf (2022)
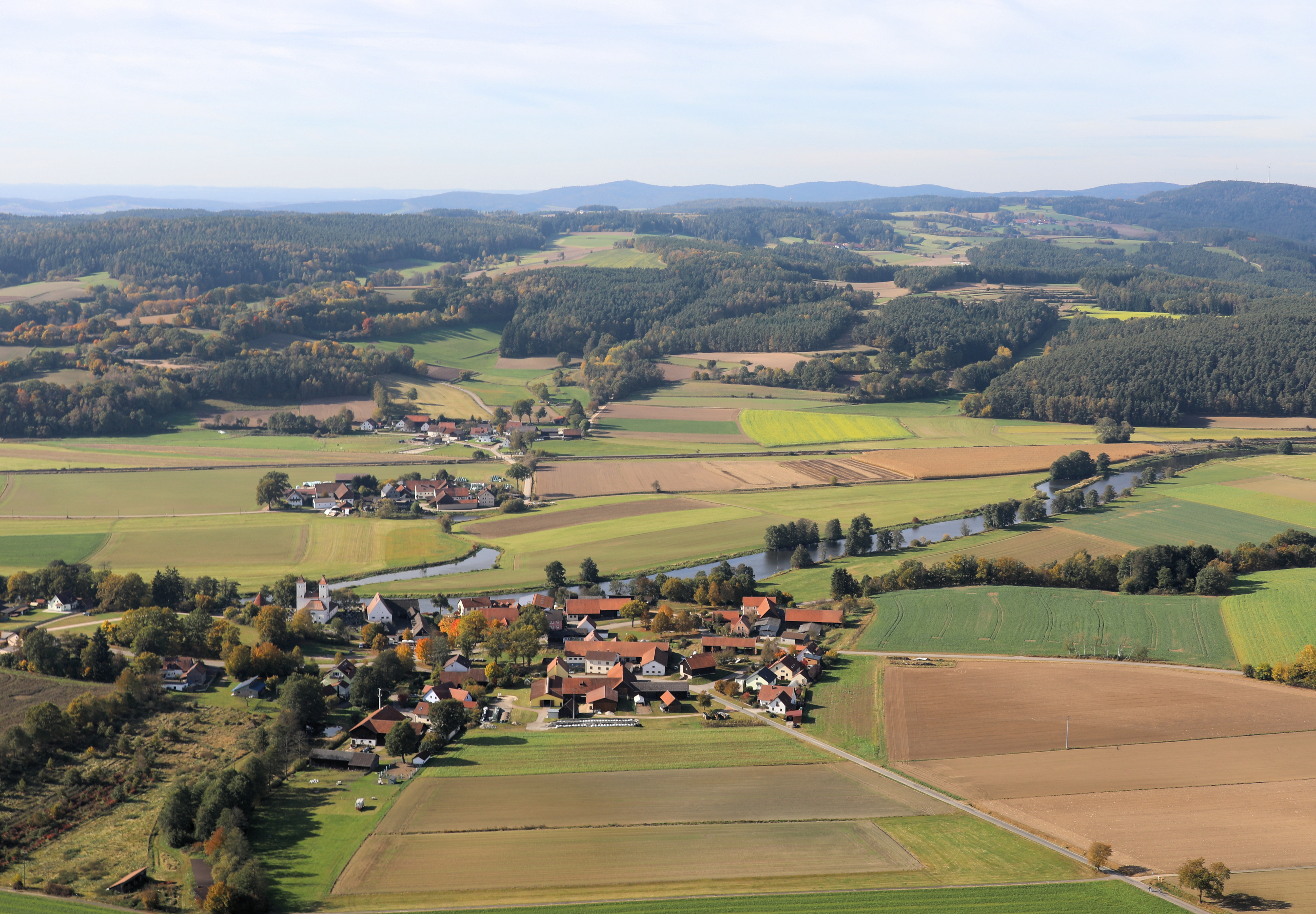
Perschen, Haindorf (2021)

## Einwohnerentwicklung ab 1819
| Jahr | Einwohner   | Gebäude |
| ---- | ----------- | ------- |
| 1819 | 10 Familien | k. A.   |
| 1828 | 68          | 9       |
| 1838 | 64          | 10      |
| 1864 | 79          | 28      |
| 1875 | 74          | 42      |
| 1900 | 71          | 11      |
| 1913 | 75          | 11      |

| Jahr | Einwohner | Gebäude |
| ---- | --------- | ------- |
| 1925 | 81        | 11      |
| 1950 | 88        | 11      |
| 1961 | 65        | 11      |
| 1964 | 65        | 11      |
| 1970 | 46        | k. A.   |
| 1987 | 51        | 9       |
| 2011 | 45        | k. A.   |